# Jean-Baptiste Louvet de Couvray
Jean-Baptiste Louvet de Couvray (Parigi, 12 giugno 1760 – Parigi, 25 agosto 1797) è stato uno scrittore, politico e giornalista francese.

## Biografia
Jean-Baptiste Louvet, detto Louvet de Couvray, o de Couvrai, nato il 12 giugno 1760, in Rue Saint-Denis, fu scrittore di Romanzi e memorie, un uomo politico, nonché drammaturgo e giornalista.
Proscritto dai Giacobini nel 1793, in quanto Girondino dovette fuggire e nascondersi per scampare al Regime del Terrore. Dopo il colpo di Stato del 9 termidoro fu riabilitato e aprì un giornale dove attaccava sia giacobini e montagnardi che monarchici, per cui subì l'aggressione nel 1795 da parte di una banda di Moscardini, giovani reazionari che lo scambiavano per un giacobino.
Dovette rinunciare all'incarico di console francese a Palermo durante il Direttorio, e ritirarsi nella sua casa natale di Parigi, a causa della tubercolosi che lo portò alla morte a soli 37 anni nel 1797.

## Iconografia
- François Bonneville, J. B. Louvet : député au Conseil des Cinq Cents par le dépt. de la Haute Vienne, acquaforte, Parigi, 1797, 12 x 9 cm
- Johann Heinrich Lips (1758-1817), Iean Baptist Louvet, acquaforte, Zurigo, entre 1790 et 1799, 14,5 x 9 cm

## Curiosità
Lo scrittore russo Fëdor Dostoevskij, in uno dei suoi primi romanzi, Il sosia (Dostoevskij), paragona il perfido e astuto sosia, co-protagonista del suo romanzo, al personaggio seduttore di Faublas, protagonista del romanzo di Louvet de Couvray, "Avventure amorose del cavaliere de Faublas" (Milano, Feltrinelli Editore, 2003, p.176 e pag.186).